# 中山大学法学院
中山大学法学院（School of Law, Sun Yat-sen University），是中山大学下属院系之一，始建于1924年，是中山大学最早创建的院系之一，其办学历史可以追溯到1902年建立的广东课吏馆。该院同时兼挂中山大学知识产权学院和中山大学中英国际海事法学院两个牌子。该院位于中山大学广州校区东校园。

## 沿革
清末新政中，各省设立课吏馆以培训地方官员。广东课吏馆于1902年奏准设立，并于1905年改为广东法政学堂，最终于1923年改组为广东公立法政专门大学。
1924年，孙中山将广东公立法政大学与国立广东高等师范学校和广东公立农业专门学校合并，组建为国立广东大学，原广东公立法政大学改为国立广东大学法科学院。1926年，国立广东大学更名为国立中山大学，该院随之更名为国立中山大学法科学院。1931年，国立中山大学实行学院制，该院改称为国立中山大学法学院。
1952年，中华人民共和国进行全国院系调整，中山大学法学院被撤销。1979年7月，中山大学复办法学学科，中山大学法律学系建立。1993年7月，法律学系与政治学与行政学系、社会学系、人口研究所共同组建为中山大学法政学院。2001年9月，中山大学撤销法政学院，并在原法律学系基础上组建中山大学法学院。

## 学科方向
中山大学法学院主要研究方向为国际法、民商法、中国法制史研究，并发展环境法学和立法学等新兴学科方向

## 专业设置
截止至2022年1月，中山大学法学院有法学一级学科博士学位授予权，立法学、港澳基本法研究两个二级学科博士点，并有法律硕士专业学位授予权。